# Eve MacFarlane
Eve MacFarlane (Rangiora, 27 de septiembre de 1992) es una deportista neozelandesa que compitió en remo.
Ganó dos medallas en el Campeonato Mundial de Remo, en los años 2011 y 2015. Participó en tres Juegos Olímpicos de Verano, ocupando el séptimo lugar en Londres 2012 (cuatro scull), en decimosegundo en Río de Janeiro 2016 (doble scull) y el octavo en Tokio 2020 (cuatro scull).

## Palmarés internacional
| Campeonato Mundial | Campeonato Mundial     | Campeonato Mundial | Campeonato Mundial |
| Año                | Lugar                  | Medalla            | Prueba             |
| ------------------ | ---------------------- | ------------------ | ------------------ |
| 2011               | Bled (Eslovenia)       | Medalla de bronce  | Cuatro scull       |
| 2015               | Aiguebelette (Francia) | Medalla de oro     | Doble scull        |